# Leucospilapteryx venustella
Leucospilapteryx venustella är en fjärilsart som först beskrevs av James Brackenridge Clemens 1860.  Leucospilapteryx venustella ingår i släktet Leucospilapteryx och familjen styltmalar. Inga underarter finns listade i Catalogue of Life.